# Solana Sierra
Solana Sierra, née le 18 juin 2004, à Mar del Plata, est une joueuse argentine de tennis.

## Biographie
Son père, Omar, est analyste systèmes. Sa mère, Marta, est vétérinaire. Solana a commencé à jouer au tennis à l'âge de 5 ans
 au Club Teléfonos de Mar del Plata sous la tutelle de Bettina Fulco. Très vite, elle devient numéro une en Argentine dans les trois catégories : moins de 12 ans, moins de 14 ans et moins de 16 ans.

## Carrière junior
En 2018, elle est championne d'Amérique du Sud par équipe U-14 en Équateur. Elle atteint également les quarts de finale à l'Orange Bowl Junior en U-14.
Et en novembre de cette année-là, à seulement 14 ans et quatre mois, elle remporte son premier point WTA après avoir battu sa compatriote Delfina Glorioso en 3 sets. À l'âge de 15 ans, elle entre au classement mondial de la WTA.
En juin 2022, elle parvient en finale de Roland Garros 2022,, où elle est battue par la Tchèque Lucie Havlíčková.  Elle devient la 6e joueuse de tennis argentine à disputer la finale de ce tournoi après Gabriela Sabatini (1984), Patricia Tarabini (1986), Inés Gorrochategui (1991), Paola Suárez (1992) et María Emilia Salerni (2000).

## Carrière professionnelle
En mars 2022, elle est appelée dans l'équipe nationale argentine de tennis par la capitaine Mercedes Paz pour participer à la Coupe Billie Jean King en Équateur en avril. Elle remporte son 1er match face à la Colombienne Yuliana Lizarazo.
En 2024, elle dispute les qualifications des 4 tournois du Grand Chelem et parvient à entrer dans le grand tableau de l'US Open après 3 victoires en qualifications,. Elle est battue ensuite au 1er tour par l'allemande Tatjana Maria.
Fin 2024, après six titres remportés sur le circuit féminin ITF, l'organisme la sélectionne comme l'un des six talents les plus prometteurs de ce niveau du circuit,.
Début avril 2025, elle remporte le tournoi WTA 125 d'Antalya 3, en battant en finale l'Espagnole Leyre Romero Gormaz. Elle dispute en juillet de la même année les qualifications à Wimbledon mais perd lors du troisième match. Appelée de dernière minute pour remplacer une joueuse, elle se montre présente et gagne son premier match en Majeur contre l'Australienne Olivia Gadecki (6-2, 7-6). Elle enchaîne à la surprise des observateurs contre la locale Katie Boulter, numéro une Britannique (6-7, 6-2, 6-1) et l'Espagnole Cristina Bucșa (7-5, 1-6, 6-1), 102e joueuse mondiale, profitant d'un tableau très ouvert. Elle joue une autre joueuse classée hors du Top 100 en huitièmes de finale, l'Allemande Laura Siegemund qui profite de l'occasion pour accéder en quarts de finale (3-6, 2-6).

## Palmarès

### Titre en simple en WTA 125
| No | Date       | Nom et lieu du tournoi           | Catégorie | Dotation  | Surface      | Finaliste        | Score    |          |
| -- | ---------- | -------------------------------- | --------- | --------- | ------------ | ---------------- | -------- | -------- |
| 1  | 31-03-2025 | Megasaray Hotels Open 3, Antalya | WTA 125   | 115 000 $ | Terre (ext.) | L. Romero Gormaz | 6-3, 6-4 | Parcours |

## Parcours en Grand Chelem

### En simple dames
| Année | Open d'Australie | Open d'Australie     | Internationaux de France | Internationaux de France | Wimbledon     | Wimbledon       | US Open         | US Open       |
| ----- | ---------------- | -------------------- | ------------------------ | ------------------------ | ------------- | --------------- | --------------- | ------------- |
| 2024  | Q1               | Elsa Jacquemot       | Q2                       | Olivia Gadecki           | Q1            | Chloé Paquet    | 1er tour (1/64) | Tatjana Maria |
| 2025  | Q1               | Lucija Ćirić Bagarić | —                        | —                        | 1/8 de finale | Laura Siegemund |                 |               |

N.B. : à droite du résultat se trouve le nom de l'ultime adversaire.

## Parcours en WTA 1000
Les tournois WTA « Premier Mandatory » et « Premier 5 » (entre 2009 et 2020) et WTA 1000 (à partir de 2021) constituent les catégories d'épreuves les plus prestigieuses, après les quatre levées du Grand Chelem. 

De 2009 à 2023, les tournois Premier Mandatory (dits tournois WTA 1000 obligatoires entre 2021 et 2023) regroupent Indian Wells, Miami, Madrid et Pékin, les autres constituant les tournois Premier 5 (tournois WTA 1000 non-obligatoires). À partir de 2024, le nombre de tournois WTA 1000 passe à 10 par saison (fin de l’alternance Doha / Dubaï), ces derniers devenant tous obligatoires et offrant tous 1000 points à la vainqueure (contre 900 points précédemment pour les tournois Premier 5).

### En simple dames
| Année |       |              |       |        |      |        |            |       |                          |       |  |  |
| Doha  | Dubaï | Indian Wells | Miami | Madrid | Rome | Canada | Cincinnati | Pékin | Wuhan                    | Wuhan |  |  |
| Doha  | Dubaï | Indian Wells | Miami | Madrid | Rome | Canada | Cincinnati | Pékin | Wuhan                    | Wuhan |  |  |
| Doha  | Dubaï | Indian Wells | Miami | Madrid | Rome | Canada | Cincinnati | Pékin | Wuhan                    | Wuhan |  |  |
| 2025  |       |              |       |        |      |        |            |       | 1er tour (1/64) I. Jovic |       |  |  |

Sous le résultat, l’ultime adversaire.
1. 1 2   Les tournois de Doha et Dubaï alternent le statut de tournoi WTA 1000 (ex Premier 5) entre 2009 et 2023 : les trois premières éditions ont lieu à Dubaï, les trois suivantes à Doha, puis Dubaï accueille le tournoi de cette catégorie les années impaires et Dubaï les années paires. De 2011 à 2023, la ville qui n’accueille pas de WTA 1000 organise à la place un tournoi WTA 500 (ex Premier).
2. 1 2 3 4 5 6   L’ordre de déroulement des tournois a évolué depuis 2009 : Rome se dispute avant Madrid et Cincinnati avant Montréal/Toronto jusqu’en 2010, tandis que Tokyo (2009-2013)-Wuhan (2014-2019, 2024-)-Guadalajara (2022-2023) ont lieu avant Pékin jusqu’en 2023.

## Parcours en Grand Chelem junior

### Simples filles
| Année | Open d'Australie | Open d'Australie | Internationaux de France | Internationaux de France | Wimbledon       | Wimbledon      | US Open        | US Open          |
| ----- | ---------------- | ---------------- | ------------------------ | ------------------------ | --------------- | -------------- | -------------- | ---------------- |
| 2021  | —                | —                | 1er tour (1/32)          | Linda Fruhvirtová        | 1er tour (1/32) | Alexandra Eala | 1/2 finale     | Robin Montgomery |
| 2022  | 1er tour (1/32)  | Irina Balus      | Finale                   | Lucie Havlíčková         | —               | —              | 2e tour (1/16) | Iva Jovic        |

N.B. : à droite du résultat se trouve le nom de l'ultime adversaire.

## Classements WTA en fin de saison
| Année          | 2019 | 2020 | 2021 | 2022 | 2023 | 2024 |
| Rang en simple | 1069 | 1152 | 811  | 464  | 212  | 154  |
| Rang en double | –    | –    | –    | 930  | 773  | 933  |

Source : (en) Classements de Solana Sierra sur le site officiel de la Fédération internationale de tennis